# Budva – Boka 2028: Evropska prijestonica kulture
Budva – Boka 2028: Evropska prijestonica kulture je kulturni projekat kojim se Crna Gora kandiduje za titulu Evropske prestonice kulture za 2028. godinu. Kandidatura je zvanično predata Evropskoj komisiji u novembru 2022. godine, a u septembru 2023. panel od 10 eksperata Evropske komisije odlučivaće da li će ovu titulu 2028. godine nositi Budva i Boka Kotorska ili protivkandidat Skoplje.

## Titula
Evropska prestonica kulture je titula koju dobija jedan ili nekoliko gradova u Evropskoj uniji u razdoblju od jedne godine, u toku koje dati grad ili gradovi, predstavljajaju svoj kulturni život i domete gradske kulture.
Ciljevi Evropske prestonica kulture su isticanje bogatstva i raznolikosti kultura u Evropi, slavljenje kulturnih karakteristika koje Evropljani dele, podizanje osećaja pripadnosti evropskih građana zajedničkom kulturnom prostoru i podsticanje doprinosa kulture razvoju gradova.
Do sada je 68 gradova ponelo titulu Evropske prestonice kulture, a od 2021. godine za tu titulu se takmiče i gradovi iz EEA/EFTA zemalja, zemalja kandidata za Evropsku uniju i potencijalnih kandidata za članstvo u EU.
Glavni članak: Европска престоница културе

## Kandidatura
Pokretač kandidature „Budva – Boka 2028: Evropska prestonica kulture” je Dušan Kaličanin, ličnost kulturne i medijske scene, aktivista zajednice kreativnih industrija i preduzetnik, koji je bio i programski direktor projekta „Novi Sad 2021 – Evropska prestonica kulture”.
Zajedno sa Nenadom Vitomirovićem i grupom građana iz svih opština Boke (Budva, Herceg Novi, Kotor i Tivat) Kaličanin je pokrenuo kandidaturu 8. avgusta 2018. u Boki Kotorskoj. Ubrzo su počeli su radom radni timovi za pripremu i realizaciju kandidature, kao i rad sa stranim ekspertima, saradnicima i partnerima i razvijanje evropske dimenzije projekta.
Obavljeno je pregrupisavanje i integracija domaćih i inostranih radnih timova u nove internacionalne timove kandidature i započeta komunikacija sa institucijama i vaninstitucionalnom scenom opština Boka i Budva, NVO scenom, kao i sa predsednikom Opštine Budva Markom Carevićem.
29. januara 2021. godine „Budva – Boka 2028: Evropska prijestonica kulture” dobija zvaničnu podršku za kandidaturu od predsednika opštine Budva Marka Carevića, a 10. marta 2021. sve opštine Boke su se pridružile se projektu i dale podršku kandidaturi.
19. maja 2021. na inicijativu Ministra prosvjete, nauke, kulture i sporta dr Vesne Bratić, Vlada Crne Gore je Zaključkom br. 04-2537-2 od 19.05.2021. godine usvojila Informaciju o projektu „Budva – Boka 2028: Evropska prijestonica kulture”, te Zaključke da Vlada Crne Gore podržava kandidaturu Opštine Budva i gradova Boke za Evropsku prestonicu kulture, uzimajući u obzir značaj i benefite predmetnog projekta. Istim dokumentom zaduženo je Ministarstvo prosvjete, nauke, kulture i sporta da pruži neophodnu pomoć u implementaciji ovog projekta, a projekat je proglašen od nacionalnog značaja.
Aplikaciona knjiga kandidature predata je zvanično Evropskoj komisiji 10. novembra 2022. godine. Prema aktuelnim pravilima Evropske komisije, aplikacija se predaje za jedan grad, ali u program i brending projekta može (i poželjno je) da uključi i region. Tako u ovom slučaju aplikacija formalno predata pod nazivom „Budva 2028: Evropska prijestonica kulture”, ali ona u program uključuje sve ostale opštine Boke (Tivat, Kotor i Herceg Novi) i koristi brending „Budva – Boka 2028: Evropska prijestonica kulture”.

## Ulazak u finale
U decembru 2022. međunarodni panel Evropske unije, sastavljen od deset nezavisnih kulturnih eksperata, nakon čitanja, analize i ocenjivanja aplikacionih knjiga svih gradova kandidata, održao je selekcioni sastanak i na njemu odlučio da odabere Budvu i Skoplje kao gradove koji ulaze u finale takmičenja za Evropsku prestonicu kulture u konkurenciji EEA/EFTA zemalja, zemalja kandidata za članstvo u Evropskoj uniji i potencijalnih kandidata za EU. Gradovi finalisti imaju rok do kraja avgusta 2023. godine da usavrše svoje prijave, kada će i crnogorska delegacija predati finalnu verziju Aplikacione knjige. Nakon toga će Budvu i Boku posetiti panel nezavisnih eksperata projekta Evropska prestonica kulture, koji će izvršiti kontrolu podnetog projekta.
Poštujući propozicije Evropske unije, 28. septembra Budva je u roku predala i finalnu aplikaciju za Evropsku prestonicu kulture 2028. godine. Predaji finalne aplikacije pored predstavnika Opštine Budva, prisustvovali su predstavnici grupe građana iz svih opština Boke koja je pokrenula i vodi kandidaturu, kao i brojne partnerske nevladine organizacije i institucije.

## Programske celine
Aplikaciona knjiga je uspostavila tri programske celine/ciklusa i devet tema kroz koje će Budva, zajedno sa regijom Boke, u septembru 2023. godine, biti predstavljena u Briselu.
Prvi ciklus: ZEMLJA – Projekti kulturnog dijaloga sa fokusom na kreiranje identiteta i pravednog i pravičnog društva koje slavi svoje različitosti. Teme su društvena nejednakost, integracije, raznolikost. Ključne reči: Identitet i jedinstvo u različitosti.
Drugi ciklus: VODA – Projekti koji se fokusiraju na razvijanje identiteta kroz susret sa drugim i drugačijim, a čiji su cilj jačanje ljudskih i infrastrukturnih kapaciteta kroz edukativne programe, odgovorno korištenje javnih prostora, a posebno Starog Grada Budva, prenamena postojeće infrastrukture, rezidencijalni program, turizam i njegov uticaj na rast i razvoj jedne sredine, odnosno na njeno gubljenje idenititeta. Teme su migracije, interkulturalnost, (anti)kolonijalizacija, a ključne reči „mesto” i „susret sa drugima”.
Treći ciklus: SVETLOST – Projekti čiji je fokus na održavanju izgrađenog identiteta koji je neophodno sačuvati. U ovom programskom ciklusu, vodeći se uspostavljenim temama, cilj je govoriti o zdravlju svakog pojedinca, njegovoj moći da promeni svoju i tuđu realnost, o pripadnosti i nepripadnosti društvu, političkoj zajednici, te dati viziju o tome kako izgleda budućnost, koja je svetla. Teme su: mentalno zdravlje, prisutnost, zagađenje. Ključne reči: proslava i odgovornost pojedinca.

## Budžet
Planirani budžet projekta za period od šest godina (2024-2029) iznosi 279.265.000,00 evra, od čega je 42.000.000,00 evra namenjeno za program, a 237.265.000,00 evra za infrastrukturu.
Vlada Crne Gore je 25. avgusta 2023. na telefonskoj sednici, na osnovu pribavljenih saglasnosti većine članova, usvojila Informaciju o finansijskoj podršci projektu „Budva - Boka 2028: Evropska prijestonica kulture". Iz Vlade je istaknuto da je Opština Budva zajedno sa partnerima iz Boke pripremila kandidaturu u cilju pružanja odgovora na sve zadatke koje proces aplikacije nosi sa sobom.

## Podrške drugih gradova
Crnogorski tim je od 2019. godine posetio, ali i ugostio, mnoštvo prošlih i predstojećih Evropskih prestonica kulture kao što su Matera (Italija), Plovdiv (Bugarska), Rijeka (Hrvatska), Košice (Slovačka), Kaunas (Litvanija), Novi Sad (Srbija), Leuvarden (Holandija), Golvej (Irska), Temišvar (Rumunija), Elefsina (Grčka), Eš (Luksemburg), Vesprem - Balaton (Mađarska), Buđeovice (Češka), Klermon Ferman (Francuska), Ruen, (Francuska), razmenjujući iskustva i uspostavljajući saradnje.
Projekat „Budva-Boka 2028 Evropska prijestonica kulture“ dobio je do sada podršku 53 grada iz Evrope, Azije i Amerike.

## Predstavljanje projekta i pripremne aktivnosti
Projekat „Budva – Boka 2028: Evropska prijestonica kulture” prezentovan je u decembru 2022. na susretu panela Evropske unije, sačinjenog od tima nezavisnih kulturnih eksperata i predstavnika 18 Evropskih prestonica kulture i kandidata. Domaćin susreta bio je portugalski grad Evora iz pokrajine Alentežo, koji je kandidat za Evropsku prestonicu kulture 2027. godine.
Krajem 2022. u Budvi je održana i stručna prezentacija sa javnom diskusijom „Dobre prakse evropskih prestonica kulture „Trenčin 2026 Češka” i „Evora 2027 Portugal”.
U martu 2023. predsednici opština Tivat, Kotor i Herceg Novi potpisali su Memorandum o saradnji Budve i bokeljskih opština na projektu Evropske prestonice kulture „Budva Boka 2028”. Cilj je zajedničko koncipiranje kulturno-umetničkog programa, priprema prijave i realizacija projekta u slučaju pobede u finalu procesa kandidovanja. Potpisnici memoranduma saglasili su se da zajedničke aktivnosti na planu realizacije Evropske prestonice kulture sprovode kroz saradnju na izradi i razvoju finalne aplikacione knjige, formiranju organizacionog tima koja će se baviti realizacijom projekta, planiranju, pripremi, organizaciji, realizaciji i sufinansiranju ovog projekta pre, tokom i nakon godine titule.
Projekat je predstavljen i na nacionalnoj konferenciji Ministarstva kulture i medija Republike Crne Gore „Vrijeme kreativnosti” u januaru 2023, a u aprilu iste godine i u Pomorskom muzeju Crne Gore u Kotoru.
Početkom juna 2023. objavljen je i zvanični veb-sajt projekta, koji prikazuje istorijat, hronologiju aktivnosti, pokretače, tim, saradnike, uspostavljena međunarodna partnerstva, medijske istupe, organizovane događaje, dobijene podrške, program, postignute uspjehe i planirane naredne korake projekta, kako EU pravila kandidature i nalažu.
Prva tribina zajedničkog naziva „Budva u Evropi – Evropa u Budvi", na temu „Kulturni indetitet i migracije", održana je 19. maja, ispred kuće Čekrdekovića u Starom gradu, u organizaciji NVO Feral, NVO Centar za američke studije i Inicijativa Budva 086. Na tribini su govorili Ivan Ivanović, specijalista za međunarodne odnose, istoriju i kulturu Latinske Amerike, bivši ambasador Crne Gore u Argentini Gordan Stojović, i arhitekta Slobodan Bobo Mitrović.
Tribina „Evropska prijestonica kulture kao potencijal za razvoj ljudskih resursa” održana je 4. jula, takođe ispred  kuće Čekrdekovića u Starom gradu Budve. O mogućnostima koje kandidatura daje građanima i kulturnoj sceni, izazovima i pritiscima sa kojima se kandidatura suočava, međunarodnoj saradnji i razvoju ljudskih potencijala lokalne scene govorili su Dušan Kaličanin, pokretač i koordinator kandidature „Budva-Boka 2028 Evropska prijestonica kulture” i Boban Jovanović, osnivač Fondacije MOST, aktivni učesnik projekta „Valeta 2018 Evropska prijestonica kulture”.
U Starom gradu u Budvi 24. i 25. jula održana je međunarodna konferencija  „REposition – Level zero” koja se programski bavi doprinosom nacrtu repozicije javnog muzičkog diskursa grada Budve u kontekstu njegovog identiteta. Pokretač Casper Productio aplicirao je sa ovim projektom u finalnoj fazi kandidature  „Budva – Boka 2028: Evropska prestonica kulture” definišući ga kao petogodišnji projekat koji počinje ove godine, a koji će svoju fazu izvrsnosti dostići 2028. godine.
U okviru programa konferencije 24. jula na trgu kod kuće Čekrdekovića održana je radionica sa muzičkim producentom Džajlsom Pitersonom na temu menjanja javnih muzičkih diskursa i repozicioniranja gradskih kulturnih politika. U razgovoru su učestvovali Harvinder Signh iz nezavisne producentske kuće Outernational sounds iz Londona, Dušan Kaličanin iz Internacionalne art organizaije Technokratia, i Marko Pavlović, osnivač i programski urednik Caspera i suosnivač Southern Soul festivala. Iste večeri Džajls Piterson je održao i trosatni muzički nastup.
Sledećeg dana, 25. jula, održana je radionica „Mogućnosti i alati za repoziciju javnog muzičkog diskursa grada Budve i Boke”, koju je vodio producent i vanredni profesor Fakulteta dramskih umetnosti Cetinje dr Vuk Vuković, a muzički nastup je ponovo održao Džajls Piterson, zajedno sa Erl Zingerom iz esid džez banda Galliano.
Na sednici Vlade Crne Gore posvećenoj turizmu, koja je održana na  Biogradskom jezeru 26. jula, ministarka kulture i medija Crne Gore Maša Vlaović podržala je kandidaturu Budve i Boke za Evropsku prestonicu kulture, naglasivši da ovaj projekat doprinosi jačanju veze između kulture i turizma.
U Evropskoj kući u Podgorici 27. jula održan je sastanak Delegacije Evropske unije u Crnoj Gori sa koordinatorom i timom kandidature „Budva – Boka 2028: Evropska prestonica kulture” Dušanom Kaličaninom i predstavnicima grupa građana iz svih opština Boke koji su partneri na projektu. Ambasadorki Evropske unije Oani Kristini Popi predstavljen je projekat, kao i izazovi sa kojima se susreće vaninstitucionalna kulturna i kreativna scena.
Tim kandidature predvođen Dušanom Kaličaninom sastao se 27. jula 2023. i sa predsednikom Crne Gore Jakovom Milatovićem u Vili Gorica u Podgorici.Na sastanku je izneta i zabrinutost zbog pojave pretnji i pritisaka različitih interesnih grupa koje trpi tim kandidature, a posebno zbog činjenice da je funkcionisanje opštine Budva u ovom periodu otežano. Zajednički je apelovano da se predsednik Jakov Milatović, predsednik Vlade dr Dritan Abazović, Vlada i Ministarstvo kulture i medija Crne Gore aktivno uključe i pruže svu potrebnu podršku grupi građana koja je 2018. godine pokrenula i vodi kandidaturu.
U Opštini Budva 4. avgusta održan je sastanak predsednika Skupštine opštine Budva Nikole Jovanovića i pokretača i koordinatora kandidature „Budva – Boka 2028: Evropska prestonica kulture” Dušana Kaličanina, kao članova radnog tima koji priprema kandidaturu. Sastanku su prisustvovali predstavnici grupe građana iz svih opština Boke koja je pokrenula i vodi kandidaturu, brojnih partnerskih NVO i institucija, kao i predstavnici opštine Budva. Na sastanku je zaključeno da je jedini način da se aplikacija kvalitetno uradi i blagovremeno preda, te da se u Briselu pobedi, da institucije i vaninstitucionalna scena pokažu zajedništvo i kvalitetno i intenzivno sarađuju, striktno u skladu sa EU propozicijama kandidature, poštujući zakon.
U okviru kadidature 6. avgusta u organizaciji Centra za kulturnu diplomatiju održana je i tribina „Projekcija razvoja kulture Opštine Budva 2024 – 2028”. Na tribini su učestvovali Milena Lubarda Marojević, direktor JU „Grad Teatar”, Siniša Jelušić, teoretičar književnosti, univerzitetski profesor i akademik, Slobodan Bobo Mitrović, arhitekta, Ivan Ivanović, osnivač i direktor Centra za američke studije i suosnivač Centra za kulturnu diplomatiju i Marko Pavlović, istoričar umetnosti, magistar nauka umetnosti i medija.
U sklopu pripremnih aktivnosti, 20. avgusta ispred kuće Čerkrdekovića u Starom Gradu održana je i javna tribina pod nazivom „Glas za spas kulture u Budvi”.

### Javni pozivi
Pravila Evropske unije nalažu da u okviru titule Evropske prestonice kulture postoje otvoreni javni pozivi, gde građani mogu da se uključe sa svojim idejama i predlozima. Tako je prvi javni poziv za projektne ideje upućen već u avgustu 2022. godine, a potom i u martu 2023. Projekti mogu da se realizuju u okviru jedne i/ili više programskih celina i svi bi trebalo da imaju kapacitet realizacije na međunarodnom planu. Projektni predlozi treba da ispunjavaju principe participativnosti (učešće građana), inkluzivnosti, evropske dimenzije i inovativnosti. Alati koje bi svi projekti trebalo da, u određenoj meri, u odnosu na fokus i cilj projekta, koriste su: razvoj publike, edukacija/obrazovanje, jačanje finansijskih kapaciteta (kroz procese sufinansiranja na lokalnom, državnom, međunarodnom nivou, sponzorstva, donacije), jačanje ljudskih kapaciteta (kroz projekte edukacije i celoživotnog učenja, te uključivanje što većeg broja umetnika i stručnjaka, lokalnih, regionalnih i međunarodnih, u projekat), volonterizam, participativnost, odnosno učešće građana, inkluzivnost, kroz saradnju umjetnika i stručnjaka na lokalnom, regionalnom i međunarodnom nivou, kao i kroz internacionalizaciju scene i rezidencijalne programe.

## Spoljašnje veze
- Internet prezentacija projekta Budva - Boka 2028 Evropska prestonica kulture
- Evropska komisija - Evropska prestonica kulture